# Peça (còdex)
La peça (o pècia) era cadascun dels quaderns en què es dividia un còdex per tal de facilitar-ne la còpia. Aquest sistema de producció es va desenvolupar a les universidats italianes des del principi del segle xiii. Inicialment el trobem a la Universitat de Bolonya. A la segona meitat d'aquest segle xiii ja era un sistema regulat a la Universitat de París. Més tard, es va estendre a moltes altres universitats del continent europeu. A la ciutat de Lleida, on d'ençà de l'any 1300 hi havia l'Estudi General o universitat, al segle xiv, per exemple, ja trobem nombrosos esments de peces on es copiaven fragments de llibres de dret canònic o de dret civil.
Els particulars, els estudiants, podien llogar aquestes peces, per tal de copiar-les. Normalment eren formades per uns quaderns de quatre folis, fet que facilitava una còpia ràpida i l'intercanvi de cada peça o pècia. D'aquesta manera es podien repartir les diverses peces d'un llibre a diferents copistes, fet que permetia de copiar un llibre sencer, unint les diferents peces, en molt menys temps que si ho hagués hagut de fer una persona única.
La col·lecció original de peces d'un llibre, base de les còpies futures, rebia el nom d'exemplar. El procés que havia de permetre confeccionar un exemplar estava ben establert: els professors dels estudis generals decidien els textos que volien incloure en cada matèria. Un cop aprovats, calia compilar l'obra, editar-la i fer-ne les correccions. Aquest text final ("l'exemplar"), era deixat en dipòsit a l'estacioner, que en copiava les diferents peces, que calia corregir acuradament. Finalment, els delegats de la universitat les comprovaven, aprovaven i n'establien el preu del lloguer.